# Vichnaya Pamyat

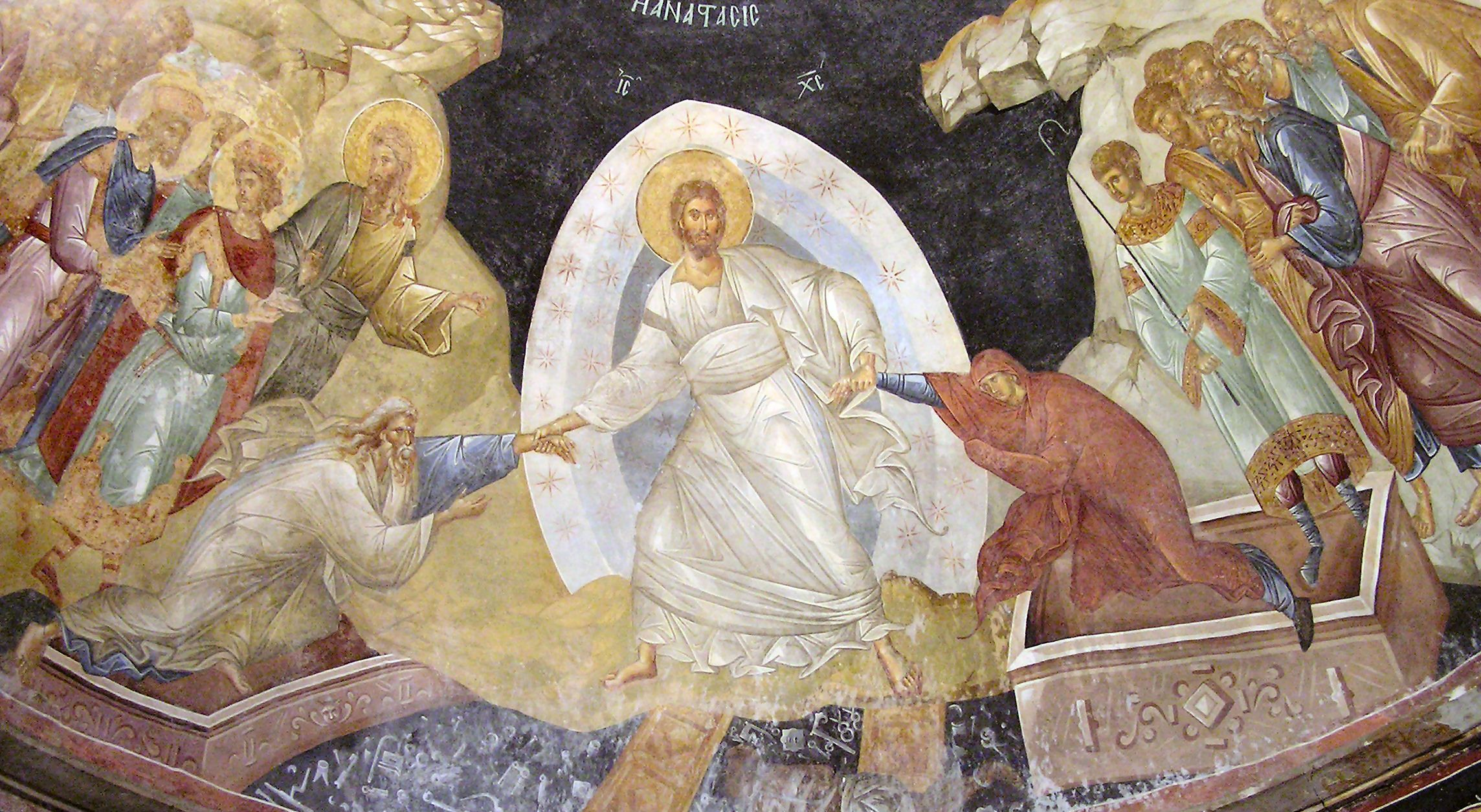
Fresco de memoria eterna

«Vichnaya Pamyat»: o Memoria Eterna: Es una exclamación, un Encomio como el policronión, usado al final de un funeral o servicio conmemorativo ortodoxo oriental. Las mismas iglesias católicas orientales que siguen el rito bizantino utilizan la misma exclamación. Es la contraparte litúrgica de la oración del Rito Occidental "Descanso Eterno". La "memoria eterna" mencionada en la oración se refiere al recuerdo de Dios, en lugar de a los vivos, y es otra forma de orar para que el alma haya entrado en el cielo y disfrute de la vida eterna.
Este canto es paralelo a "Muchos años", que se canta para los miembros vivos de la Iglesia (y ocasionalmente para las autoridades nacionales o locales, aunque no sean ortodoxos). La "memoria eterna" no se canta para aquellos que han sido glorificados oficialmente (canonizados) como santos. Como parte del proceso de glorificación para los nuevos santos, la víspera del día anterior a su glorificación, se cantará para ellos "Memoria eterna" al final de un servicio solemne conocido como el "Último Réquiem". El canto de "Memoria eterna" es introducido por un diácono, como sigue:
- Diácono: En un sueño bendito, concédete, oh Señor, que descanse eternamente a tu siervo (Nombre) y haz que su memoria sea eterna.
- Coro: ¡Memoria eterna! ¡Memoria eterna! ¡Memoria eterna!
- Concluye con la línea "con los santos, concédele que descanse, Señor, ¡recuerdo eterno!"[1]

## Otras Ocasiones
"Memoria eterna" se canta al final de los servicios los sábados de los fallecidos, aunque no para un individuo, sino para todos los fieles difuntos.
"La memoria eterna" es entonada por el diácono y luego cantada por todos en respuesta tres veces durante la liturgia del domingo de la ortodoxia para conmemorar a los jerarcas de las iglesias, monarcas ortodoxos, patriarcas y clérigos ortodoxos, y a todos los cristianos ortodoxos fallecidos.
En la Iglesia ortodoxa rusa, "Memoria eterna" se canta el domingo de la ortodoxia para todos los gobernantes difuntos de Rusia.

### Chernobyl (miniserie)
El último capítulo de la miniserie Chernobyl tiene ese nombre.